# Дунаїв (Львівський район)
Ду́наїв — село в Україні, у Перемишлянській міській громаді, Львівського району, Львівської області. До 2020 року село було адміністративним центром Дунаївської сільської ради, якій підпорядковувалися села Дунаїв, Курний, Підсмереки, Смереківка та Тернівка, нині — у складі Перемишлянської міської громади. Населення становить 683 особи.

## Географія
Село Дунаїв знаходиться на відстані 77 км від обласного та районного центру — міста Львова та 24 км — від адміністративного центру міської громади.

## Населення
За даними всеукраїнського перепису населення 2001 року у селі мешкало 683 особи.
Мова
Розподіл населення за рідною мовою за даними перепису 2001 року був наступним:
| українська | 683 | 100,00 |

## Етимологія
Існують дві версії про походження назви села: перша — від назви «Дунай» — «місце, де є багато води або розливаються води»; друга — від імені людини — воєводи Дуная, який служив у володимирського князя Володимира Васильковича. Котра з них лягла в основу назви населеного пункту достеменно невідомо.

## Історія

### Під владою Угорщини та Польщі

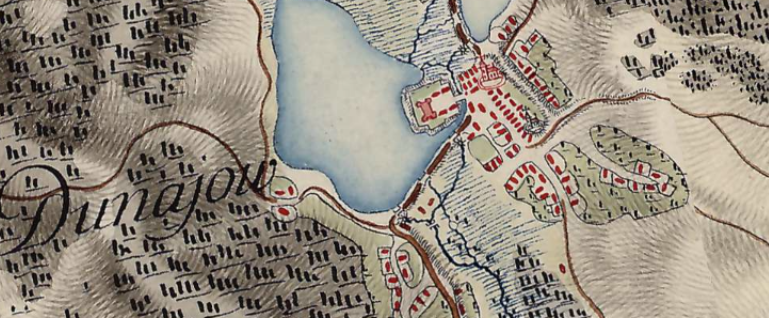
Дунаїв на австрійській мапі XVIII століття

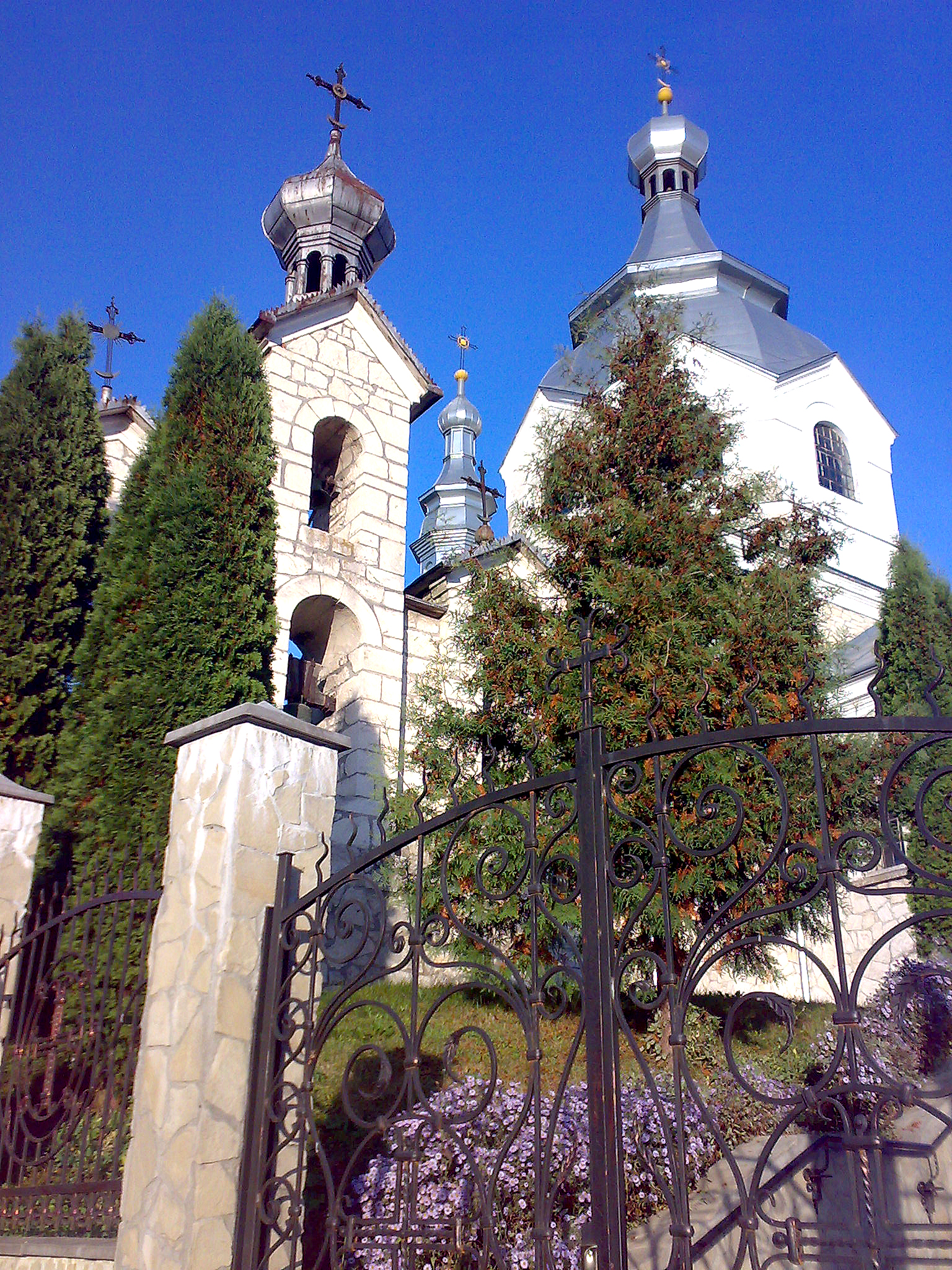
Церква Різдва Пресвятої Богородиці

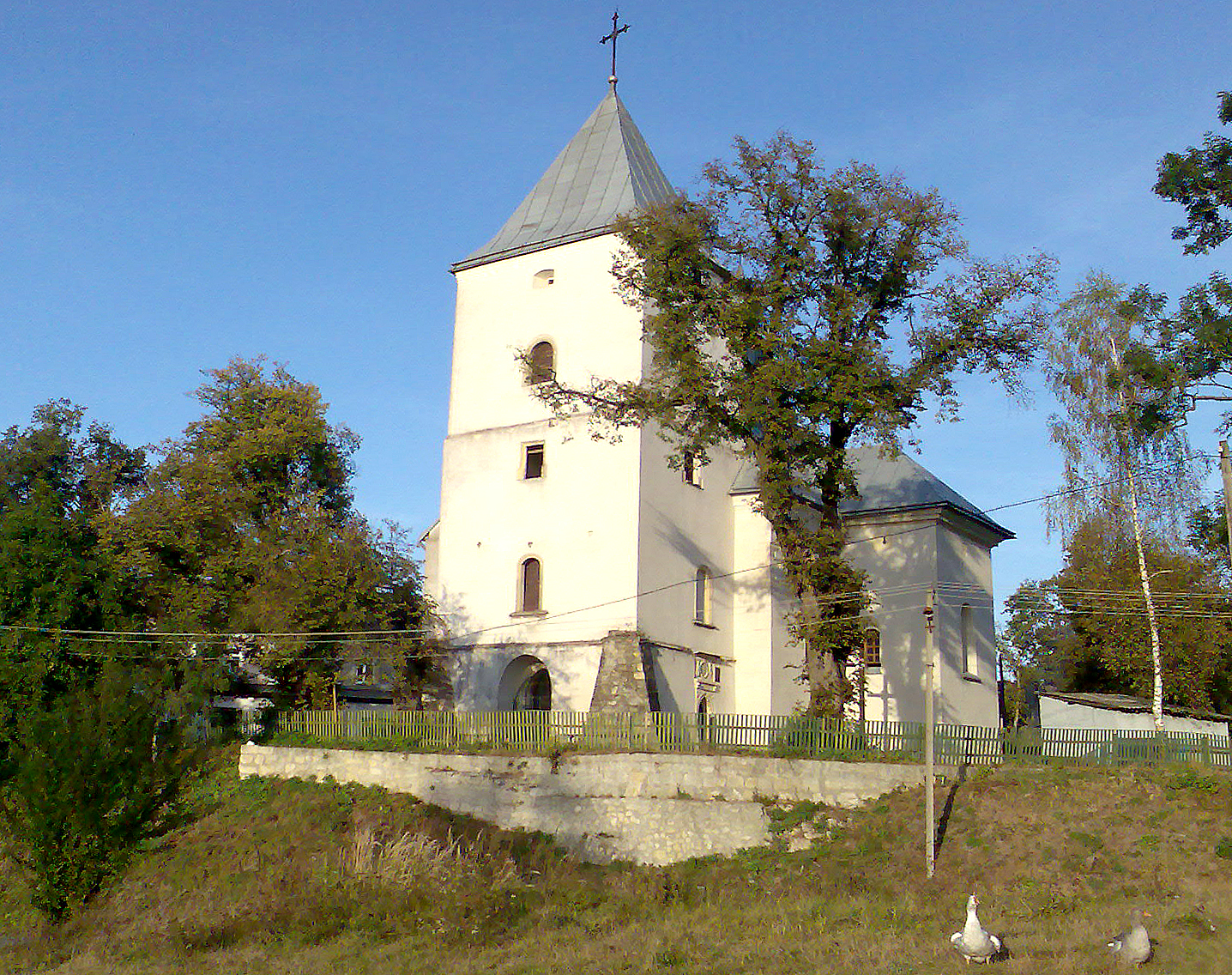
Костел святого Станіслава

Перша відома письмова згадка — 15 липня 1386 року; титулярний Король Русі Владислав Опольчик своєю грамотою, виданою в Любовлі, віддав село у вічне володіння шляхтичу Денгарту.
З 1404 року поселення належить львівському латинському архієпископу Якубу Стрепі. 1413 року тут була заснована Католицька парафія, невдовзі влаштована садиба львівських латинських архієпископів (РКЦ).
1424 року король Владислав II Ягайло дав дозвіл архієпископу Яну Жешовському перетворити Дунаїв на місто, засноване на магдебурзькому праві Архієпископ Ганецький[джерело?] будує в Дунаєві замок. 8 травня 1495 року львівський католицький архієпископ Анджей Боришевський (Ружа) гербу Порай (пол. Andrzej Boryszewski, майбутній примас Польщі та Литви) видав грамоту, якою підтвердив фундуш Анни з Бучацьких — дідички Литвинова (тепер село Старий Литвинів Підгаєцького району), дружини Белзький каштелян|каштеляна белзького Дерслава з Угнева (Говнува) — на проведення мес за душі померлих родичів в каплиці Бучацьких латинського кафедрального собору Львова.
У XVII—XVIII століттях через Дунаїв проходила так звана «Вільна королівська дорога» (лат. via libera regalis). 
До 1731 року львівський латинський архієпископ Ян Скарбек сприяв розширенню замку та перебудуванню його на палац-резиденцію. Згідно з описом XIX століття замок був прямокутним в плані, до нього було добудовано два крила. В одному з них на першому поверсі розміщалася каплиця. В палаці містилася бібліотека з архівом.
Дунаїв відомий також перебуванням у ньому Григорія з Сянока (1451—1477) — один з перших і найвидатніших галицьких гуманістів доби Відродження. У своєму палаці в містечку Дунаїв влаштував осередок культури, куди приїжджали найвидатніші діячі культури з усієї Європи. До наших часів залишився лише оборонний костел святого Станіслава єпископа.

### Австрійський період
У 1909–1944 роках проходила залізниця Львів-Підгайці.
1915 року під час першої світової війни містечко було зруйноване. Під час першої світової війни, у липні 1915 року, в околиці Дунаєва відбувалися бої між російською та австро-угорською арміями, під час яких були спалені практично всі господарства та вщент зруйнований замок.
3 березня 1918 року у Дунаєві відбулося свято з нагоди підписання Берестейського мирного договору між Українською Народною республікою та державами Четвертного союзу (Австро-Угорщиною, Німеччиною, Туреччиною і Болгарією).

### Період ЗУНР
Суттєвий слід на цих теренах залишила Українська галицька армія. У травні 1919 року через Дунаїв відступали частини II корпусу УГА. 21 червня 1919 року І бригада УСС під час Чортківської офензиви здобула Дунаїв. 24 червня вояки УСС лісом рушили на село Виписки, захопили його, але місто Перемишляни здобути не змогли. До нашого часу в довколишніх селах збереглися могили вояків УГА, які загинули тут в боях.

### Польська окупація
Польська влада після перемоги в українсько-польській війні вкрай негативно реагувала на прояви патріотизму українського селянства. Зокрема, перед виборами до польського сейму і сенату, які відбувалися у листопаді 1922 року, поліція заарештувала в Дунаєві українських студентів Степана Найду, Миколу Фенчинського та Петра Німировського. В часи польської окупації (1919—1939 роки) більше ста осіб виїхали в інші країни на заробітки.
У 1928 році в Дунаєві було засновано філію українського спортового товариства «Сокіл». Про перші роки його діяльності поки що відомостей практично немає.
Навесні 1932 року молодь Дунаєва впорядкувала на місцевому цвинтарі дві могили УСС і встановила на них березові хрести. Наступного дня поліція хрести викинула, а могили розсунула. Учасники акції були заарештовані. Б. Левицький отримав три дні ув'язнення, В. Голембйовський, Л. Фенчинський, В. Юрків, Т. Шозда, М. Димид, А. Канюка, Я. Москв'як, Я. Коваль, В. Степко, А. Німировський — по два дні, М. Кошик — один день ув'язнення.
У 1935 році в селі було 590 господарств, з них 260 українських, 304 польських, 26 юдейських. Українці в Дунаєві мали кілька національних товариств: читальню «Просвіти», Католицьку Акцію Української Молоді (КАУМ) для юнаків, кооперативну крамницю «Єдність» та спортивне товариство «Сокіл». Керівниками товариства «Сокіл» у той час були Андрій Канака, Ілярій Попадюк, Ілярій Колісник, Федір Шозда, Ілярій Іванчишин, Захар Димид. Четарем був Адольф Мікода. За рік для членів товариства і підлітків були проведені лекції з історії України, підготовані та проведені Шевченківський концерт і численні фестини.

### Початок Другої світової війни. Перші совіти (1939—1941)
1939 році розпочався новий «період» історії Дунаєва: фактично — московсько-більшовицька окупація, прихід тоталітарного сталінського кривавого режиму, де-юре — возз'єднання з іншими українськими землями в складі УРСР, входження до Союзу вільних народів. Був створений перший комітет, який очолив Олександр Канчалаба. 10 січня 1940 року було утворено Дунаївський район, а коли райцентр було перенесено в Поморяни, підпорядковувався Поморянському району.

### Друга Світова війна: німецька окупація (1941—1944)
22 червня 1941 року з початком радянсько-німецької війни під тиском німецької армії «совіти» були змушені відступити. 2 липня 1941 року через Дунаїв пройшла 97-а легка піхотна дивізія вермахту на чолі з генерал-лейтенантом Ернстом Руппом. Німецькі солдати відновили знищений під час відступу радянських військ міст через річку Золота Липа. Цей та деякі інші моменти увійшли до військового відеожурналу «Die Deutsche Wochenschau. — Nr. 567 (1941-07-16)».
8 вересня 1943 року поблизу села Дунаїв між німецькими військовими частинами та радянськими партизанами відбувся бій.
До літа 1944 року містечко перебувало під німецькою владою. Після поразки гітлерівської армії у так званому «Бродівському котлі» радянські війська розпочали наступ. Дунаїв разом з навколишніми селами звільнила 121-а стрілецька Рильсько-Київська Червонопрапорна орденів Суворова і Богдана Хмельницького дивізія під командуванням генерал-майора Івана Ладигіна. У лавах Червоної армії воювало 36 мешканців Дунаєва. Під час відступу німецькі війська зруйнували залізницю, що проходила у напрямку до Бережан.

### «Другі совіти»
Після повторного встановлення радянської влади, практично відразу в Галичині розпочались арешти та вивезення громадян, що вважалися «ворожими елементами»: заможних господарів, учасників підпілля ОУН та тощо. Активну роль у цьому процесі відіграли як місцеві, так і новоприбулі зі Сходу комсомольці. Згідно з документами, у лютому-березні 1945 року комсомольська організація школи села Дунаїв допомогла органам НКДБ виявити та заарештувати кількох вояків УПА. Посилювалися виселення. Відповідно до доповідної записки секретаря Львівського обкому КП(б)У секретарю ЦК КП(б)У «Про затвердження матеріалів на виселення родин учасників визвольних змагань» від 6 лютого 1946 року з Дунаєва було виселено 19 родин загальною чисельністю 57 осіб. У записці окремо було вказано, що село «поражено бандитизмом». У той же час розпочалася польсько-радянська операція «Вісла». Оскільки значну частину села становили поляки, за словами місцевих мешканців, після їх переселення Дунаїв на деякий час значно спустів. На місце вивезених поляків невдовзі були примусово переселені українці з Польщі.
Після війни у Дунаєві, як і в багатьох інших селах Західної України, був розміщений винищувальний батальйон (так звані «стрибки») кількістю 40 осіб. До батальйону для проведення політичної роботи був прикріплений завідувач військовим відділом РК КП(б)У Калюжний. В середині липня 1946 року батальйон був переміщений до села Гологори (тепер Золочівський район Львівської області). Розпочалася відбудова села, повторне встановлення радянської влади, одночасно із новою хвилею репресій проти неблагонадійних.
Протягом 1945—1947 років відбувається примусове виселення польського населення села, натомість у селі з'являються переселенці — українці з Польщі (вони оселялися на Демні). Після війни відновила свою роботу школа, навчання тривало сім років. Багато учнів були переростками. Директором школи був Рекшинський Андрій Іванович.
У 1946 році в Дунаєві було створено лікарню, яка мала хірургічне, пологове, терапевтичне відділення, а також лікувальне відділення для хворих на туберкульоз, яких доправляли з області. Завідувачкою була Маліна Берта Абрамівна. Згодом залишилося терапевтичне відділення та амбулаторія, які довгий час очолював Савчук Корнелій Павлович. У грудні 2017 року лікарню було закрито.
У 1950—1960 роках виходила тиражем 500 примірників газета правління колгоспу та сільради «Слово колгоспника», яка розповсюджувалася безкоштовно. З середини 70 — років XX століття в лікарні залишилося лише терапевтичне відділення та амбулаторія.
У селі було відкрито Будинок побуту, у якому діяли швейна, шевська, столярна майстерні. Протягом тривалого часу в село п'ять разів на добу курсував автобус Львів — Дунаїв. У 1990 році було освячено символічну могилу в пам'ять жертв комуністичних репресій.

### Період відновлення Незалежності України
У 1991 році з Чабанової долини було перепоховано на цвинтарі борців за волю України.
З 1995 року в Дунаєві щовівторка відбувається базар. У 1999 році було освячено збудовану на вулиці Перемишлянській каплицю. Також у 1990-х роках костел було передано римсько-католицькій громаді.
У 2012 році адміністратор римсько-католицької парафії святого Станіслава єпископа в Дунаєві кс. Юзеф Куц та польський історик, редактор журналу «Almanach Kudowski» (м. Кудова-Здруй) Броніслав Камінський вирішили відновити традицію ренесансних бесід на філософсько-релігійну тематику, що відбувалися в архієпископській резиденції Григорій Сяноцький у 1470—1472 роках, під назвою «Дунаївські Зустрічі».

4 вересня 2014 року, через 544 роки, відбулися перші нововідновлені «Дунаївські зустрічі», організовані адміністратором римсько-католицької парафії святого Станіслава єпископа в Дунаєві кс. Юзефом Куцом. Почесний патронат над Зустрічами взяв Його Ексцеленція Архієпископ Митрополит Львівський Мечислав Мокшицький. На урочистому відкритті перших «Дунаївських зустрічей» на тему: «Християнський гуманізм XXI ст.» відомий уродженець Дунаєва, ректор Національного університету «Львівська політехніка» Юрій Бобало зазначив:
Це логічно і символічно, що відновлення гуманістичних інтелектуальних бесід, започаткованих у середньовіччі латинським архієпископом Григорієм з Сянока та італійським поетом Каллімахом у Дунаєві, проходить з ініціативи і під егідою однієї з гілок християнської віри — римо-католицької — і розпочиналося воно у костелі Святого Станіслава
. У 2015 році за редакцією організатора «Дунаївських зустрічей» кс. Юзефа Куца та за кошти благодійників був надрукований двомовний українсько-польський збірник доповідей міжнародної наукової конференції «Дунаївські Зустрічі—2014» накладом 1000 примірників.
12 вересня 2015 року відбулися другі нововідновлені «Дунаївські зустрічі», організовані адміністратором римсько-католицької парафії святого Станіслава, Єпископа в Дунаєві кс. Юзефом Куцом та спільнотою «Я — Поморянський замок» (з 11.11.2016 року Громадська організація «КонтрФорс»). Почесний патронат над Зустрічами взяв ректор Національний університет «Львівська політехніка» Юрій Бобало. Темою міжнародної наукової конференції була «Космологія. Концепція Всесвіту від Ренесансу до XXI ст.». Зустрічі пройшли під гаслом «Від тунелю до зірок».
У 2016 році за редакцією організатора Дунаївських Зустрічей кс. Юзефа Куца та за кошти благодійників був надрукований двомовний українсько-польський збірник доповідей міжнародної наукової конференції «Дунаївські зустрічі—2015» накладом 500 примірників.
У жовтні 2015 року відбулася у Львові презентація книги Юрія Бобала «Дунаїв не забув, що містом колись був…».
3 вересня 2016 року відбулися треті нововідновлені «Дунаївські зустрічі», організовані адміністратором римсько-католицької парафії святого Станіслава єпископа в Дунаєві кс. Юзефом Куцом та спільнотою «Я — Поморянський замок» (від 11 листопада 2016 року — Громадська організація «КонтрФорс»). Почесний патронат над зустрічами взяло середньовічне італійське місто Сан-Джиміньяно, де 1437 року народився публіцист та дипломат Філіппо Буонаккорсі Каллімах, якого прихистив у Дунаєві Григорій Сяноцький. Темою міжнародної наукової конференції була «Філософська та культурна антропологія. Людина серед небезпек сучасного світу». Зустрічі пройшли під гаслом «Добре дерево дає добрі плоди (Мт. 7,17). Треба стати добрим деревом!». У 2017 році за редакцією організатора Дунаївських Зустрічей кс. Юзефа Куца та за кошти благодійників буде надрукований двомовний українсько-польський збірник доповідей міжнародної наукової конференції «Дунаївські зустрічі—2016».
Четверті Дунаївські Зустрічі, організовані римсько-католицькою парафією святого Станіслава єпископа та Громадською організацією «КонтрФорс», на тему «Естетика Ренесансу: універсалізм та гармонія прекрасного» відбулися 12 травня 2018 році. Незабаром за кошти благодійників буде надрукований двомовний українсько-польський збірник доповідей міжнародної наукової конференції «Дунаївські зустрічі—2018».

## Пам'ятки
- Церква Пресвятої Богородиці.

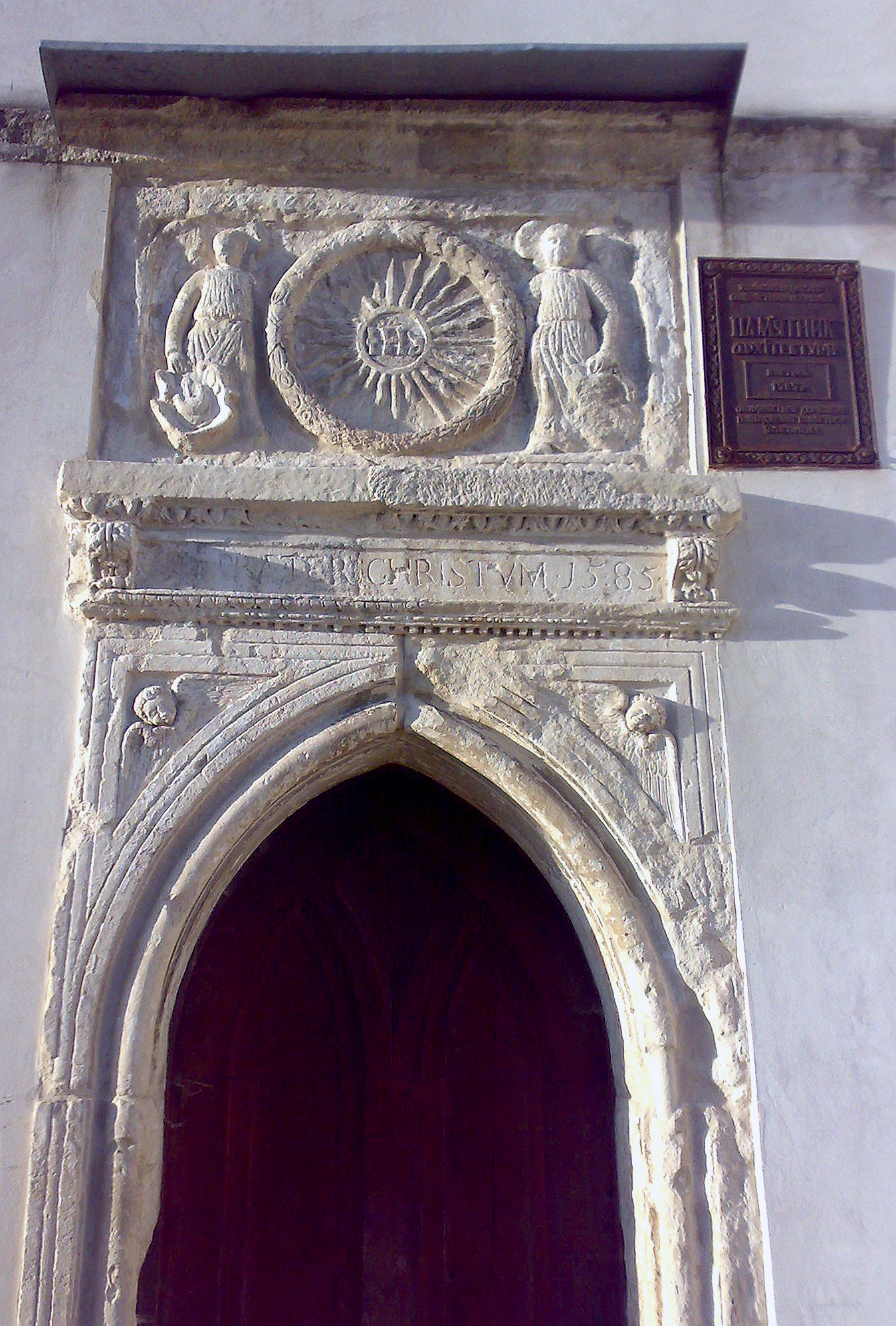
Портал оборонного костелу святого Станіслава

- Костел святого Станіслава єпископа.
- Пам'ятник українському поету і художнику Т. Г. Шевченку, відкритий 1961 року у місцевому парку. 1972 року внесений до реєстру пам'яток монументального мистецтва Перемишлянського району під охоронним № 1640.
- Дунаївський замок почав споруджуватися після того, як в 1424 році місто Дунаїв отримало Магдебурзьке право. Вперше замок згадується у 1466 році. У 1585 році Дунаїв був зруйнований татарами, замок спалений. Згодом фортецю відбудовують, а на її території влаштовують палац архієпископів Львова. У XVIII столітті укріплення занепадають, але на території замку споруджується бароковий палац Потоцьких. У 1915 році споруди на території замчища були зруйновані військовими діями. На території замчища залишилися лише руїни архієпископського палацу та інші невеличкі руїни, які були видимі до 1960 року, а у 1970-х роках залишки будівель остаточно розібрали[18].

## Освіта
- За Австро-Угорщини чи Польщі діяла захоронка.
- За радянської влади діяв дитячий садок.
- Дунаївська середня школа.

## Відомі люди

### Народилися
- Степан Корінь — видатний український хоровий диригент, педагог.
- Михайло Димет — український громадсько-освітній діяч, книготорговець, меценат.
- Фенчинська Ганна — викладач музичної школи імені Крушельницької у Львові.
- Далик Ілярій — директор музичної школи в місті Сокалі.
- Юрій Канака — самодіяльний композитор.
- Юрій Бобало — український науковець у галузі радіотехніки, доктор технічних наук, професор. Ректор Національного університету «Львівська політехніка» у 2007—2025 роках.
- Остап Канака — співак[19]
- Федак Ярослав Андрійович — перший заступник начальника Львівської залізниці.
- Фелікс Цозель — польський церковний діяч, римо-католицький священик, єзуїт, педагог, релігійний письменник.

### Мешкали, працювали
- Філіп Буонакорсі Калімах[20].
- Антоніо Тавеллі — італійський художник, довгий час мешкав на правах гостя у резиденції архієпископа Вацлава Сераковського[21].

### Померли
- Фелікс Ліґенза — Львівський латинський архієпископ з 1555 року[22].